# Carl Woese
Carl Richard Woese (Syracuse, 15 luglio 1928 – Urbana, 30 dicembre 2012) è stato un biologo statunitense.
È noto principalmente per aver definito, nel 1977, l'esistenza del dominio degli Archea, organismi procariotici in precedenza considerati parte dei Batteri.

## Biografia
Nato nel 1928 nello stato di New York, Woese compì i suoi studi superiori nel collegio scolastico Deerfield Academy, situato a Deerfield in Massachusetts. Successivamente si laureò in fisica e matematica all'Amherst College e conseguì un dottorato in biofisica alla Yale University.
Woese è stato fino alla morte professore di Microbiologia alla University of Illinois at Urbana-Champaign, presso la quale ha lavorato dal 1964. È scomparso nel 2012 all'età di 84 anni a seguito di un tumore al pancreas.

## Attività di ricerca
Il principale successo scientifico di Carl Woese fu l'identificazione degli Archea, in precedenza considerati un tipo di batteri, come esseri del tutto distinti. Woese dimostrò l'appartenenza di tali organismi ad un dominio totalmente diverso rispetto a quello dei Batteri tramite tecniche di filogenesi molecolare applicata all'RNA ribosomiale 16S di questi esseri, tecnica di cui fu uno dei pionieri e che viene oggi utilizzata come procedimento standard nelle moderne ricerche tassonomiche. È stato anche uno dei primi ideatori dell'ipotesi del mondo ad RNA, teoria relativa all'origine della vita che ipotizza come il primo acido nucleico ad essere apparso sulla Terra sia stato appunto l'RNA, piuttosto che il DNA, da lui proposta per la prima volta nel 1967.

L'albero filogenetico realizzato da Woese nel 1990, secondo il quale tutti i viventi sono suddivisi in tre domini.

In seguito alla scoperta degli Archaea, Woese ridisegnò il cosiddetto "albero della vita", lo schema comprendente i diversi raggruppamenti tassonomici in cui sono inclusi i diversi viventi, proponendone prima uno schema a sei regni (1977) e successivamente, nel 1990, una versione in cui la massima organizzazione è costituita da tre domini: gli Eucarioti, i Batteri ed appunto gli Archaea. La vera rivoluzione di questa suddivisione consisteva nel fatto che essa era basata non già, come le precedenti, sulle somiglianze morfologiche fra gli organismi, quanto piuttosto sui rapporti genetici esistenti fra gli stessi. Tramite lo studio di questi rapporti Woese stabilì, ad esempio, che gli Archea, in origine considerati dei batteri meno evoluti (il termine greco archea ha in effetti proprio questo significato) presentavano in realtà maggiori somiglianze con gli Eucarioti che non con i batteri stessi.
Oltre agli studi sugli Archea e alla già citata ipotesi del mondo ad RNA nel 2004 Woese è anche stato autore di una teoria che prevede l'esistenza, agli albori della vita, di un'era contraddistinta da una intensa attività di trasferimento genetico orizzontale fra i viventi. In quest'epoca teorica, nella quale il meccanismo della selezione naturale ancora non esisteva, gli organismi scambiavano liberamente e a tassi molto alti materiale genetico; nella teoria di Woese, questo rese possibile la condivisione quasi totale dell'informazione genica, portando alla formazione di organismi sempre più complessi ed alla formazione di tutte quelle strutture biologiche presenti nelle forme di vita attuali. Solo quando tale processo di trasferimento genico, gradualmente, si affievolì fino a scomparire quasi del tutto, gli individui iniziarono a differenziarsi in specie peculiari, sviluppando caratteristiche diverse e dando il via a quei processi di competizione e selezione che sono il fulcro dell'evoluzione. Questa teoria confuta quella secondo la quale tutte le forme di vita presenti deriverebbero da un unico antenato comune universale; secondo la teoria di Woese, invece, agli inizi della vita vi sarebbe stato non uno ma una comunità di organismi che condividevano il loro patrimonio genetico a tassi molto elevati.
Egli è stato lo scopritore degli Hadesarchaea o SAGMEG (South-African Gold Mine Miscellaneous Euryarchaeal Group) un primitivo gruppo di batteri scoperti in una miniera d'oro in Sudafrica.

## Premi e riconoscimenti
Nel corso della sua carriera, Woese ha ricevuto diverse onorificenze in onore al suo impegno scientifico. Fra di esse si ricordano:
- 1984, premio del MacArthur Fellows Program
- 1988, nominato membro della National Academy of Science
- 1992, medaglia Leeuwenhoek, il più alto riconoscimento nel campo della microbiologia
- 2000, National Medal of Science
- 2003, Premio Crafoord

## Pubblicazioni
Alcuni degli scritti:

### Libri
- Carl Woese, The Genetic Code: the Molecular basis for Genetic Expression, New York, Harper & Row, 1967.

### Articoli
- Carl R. Woese, George E. Fox, Phylogenetic structure of the prokaryotic domain: the primary kingdoms., in Proceedings of the National Academy of Sciences of the United States of America, vol. 74, n. 11, 1977,  pp. 5088-5090, Bibcode:1977PNAS...74.5088W, DOI:10.1073/pnas.74.11.5088, ISSN 0027-8424 (WC · ACNP).
- Carl R. Woese, Bacterial evolution., in Microbiological Reviews, vol. 51, n. 2, 1º giugno 1987,  pp. 221-271.
- C R Woese, O Kandler, M L Wheelis, Towards a natural system of organisms: proposal for the domains Archaea, Bacteria, and Eucarya., in Proceedings of the National Academy of Sciences of the United States of America, vol. 87, n. 12, 1990,  pp. 4576-4579, Bibcode:1990PNAS...87.4576W, DOI:10.1073/pnas.87.12.4576, ISSN 0027-8424 (WC · ACNP), PMC 54159, PMID 2112744.
- Carl R. Woese, How We Do, Don’t and Should Look at Bacteria and Bacteriology, in The Prokaryotes, 2006,  pp. 3–23. URL consultato il 21 aprile 2010.
- Carl R. Woese, Nigel Goldenfeld, How the Microbial World Saved Evolution from the Scylla of Molecular Biology and the Charybdis of the Modern Synthesis, in Microbiology and Molecular Biology Reviews, vol. 73, n. 1, 2009,  pp. 14-21, DOI:10.1128/MMBR.00002-09. URL consultato il 27 dicembre 2011.